# Neo-malthusianesimo

Rappresentazione semplificata della "catastrofe malthusiana", ossia la non corrispondenza tra l'aumento della popolazione e quello delle risorse

Il neo-malthusianesimo (in inglese Modern Malthusianism, "Malthusianesimo moderno") è una teoria demo-sociologica che sostiene che la sovrappopolazione tra le classi povere infici la qualità di vita.
Esso riprende in chiave moderna il pensiero dell'economista britannico del XVIII secolo Thomas Robert Malthus, il quale sosteneva che la combinazione tra limitatezza delle risorse e crescita demografica, in assenza di interventi correttivi avrebbe incentivato la diffusione della povertà e della fame nel mondo.
Il neo-malthusianesimo, quindi, rifacendosi a tale pensiero, propugna la necessità del controllo delle nascite mediante pratiche anticoncezionali, prestando grande attenzione agli studi degli economisti nel settore agrario e in quello delle risorse energetiche.

## Storia
L'origine del neo-malthusianesimo può essere fatta risalire a un saggio del 1968 dell'ambientalista statunitense Paul R. Ehrlich, che fece proprie le argomentazioni di Malthus in The Population Bomb, prevedendo carestie per gli anni settanta e ottanta.
Le pessimistiche previsioni di Ehrlich e di altri neo-malthusiani furono duramente contrastate da vari economisti tra i quali, in particolare, Julian Lincoln Simon.
La ricerca agronomica, che era a quei tempi già sulla strada di quella che sarebbe stata la rivoluzione verde, portò a forti incrementi nelle rese agricole.
La produzione agricola resse per molti anni il passo della crescita demografica, tuttavia i neo-malthusiani sottolineano il fatto che la rivoluzione verde era risultato della diffusione concreta di un progresso che la genetica e l'agronomia aveva conseguito in cento anni e che l'incremento di produttività prevedibilmente in futuro non si sarebbe replicato.
Questo risultato eclatante era basato sull'uso di fertilizzanti petrolio-dipendenti; sul fatto che molte colture erano diventate geneticamente così uniformi, che una eventuale grave difficoltà delle stesse avrebbe avuto nel contempo una vastissima diffusione, potenzialmente pericolosa; che l'energia necessaria alla rivoluzione verde era fornita da combustibili fossili sotto forma di produzione di fertilizzanti (che richiede gas naturale) e di metodi d'irrigazione azionati grazie all'uso di idrocarburi. Tuttavia, come sostiene da anni l'agronomo statunitense Norman Ernest Borlaug, Premio Nobel per la pace nel 1970, conferitogli per il suo contributo alla battaglia contro la fame nel mondo, il progresso in campo agronomico non si è ancora esaurito.

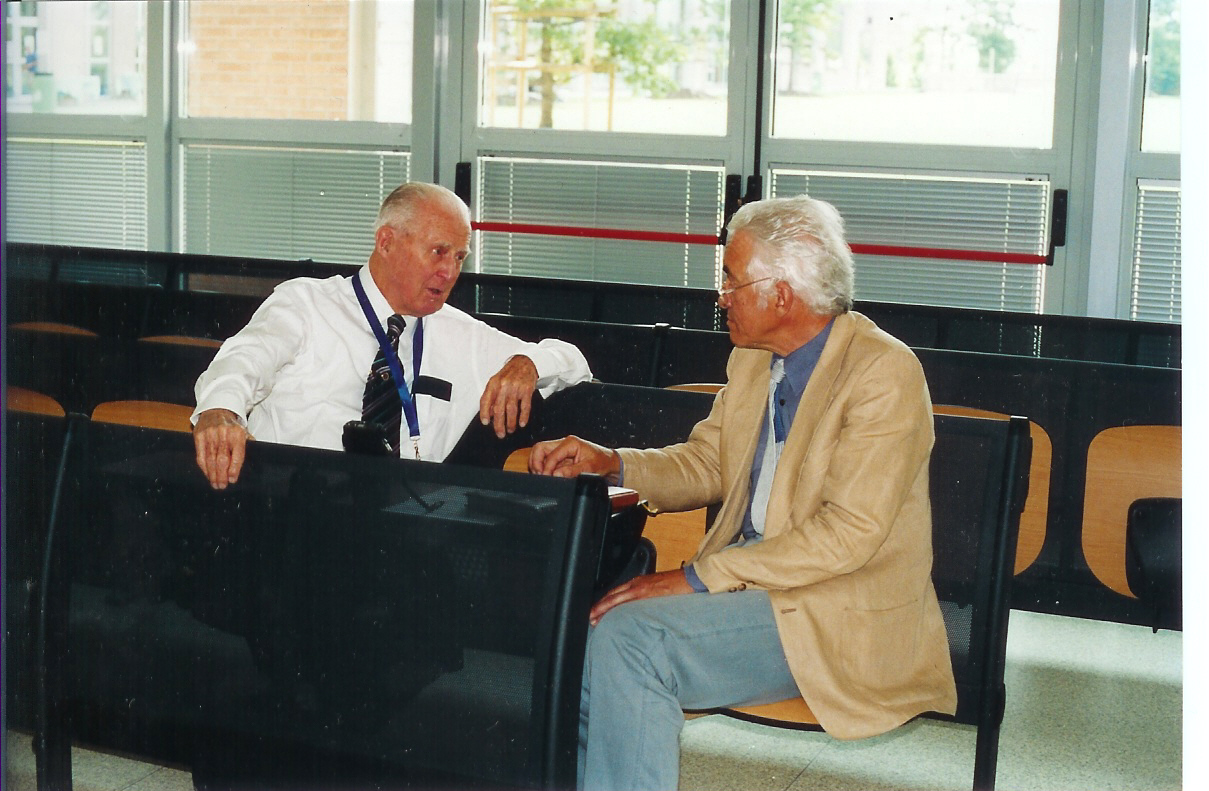
Intervista a Norman Borlaug all'Università di Bologna nel 2004

Sul fronte opposto a quello di Borlaug ha per anni militato Amartya Sen, premio Nobel per l'economia nel 1998, che ha sostenuto che il problema consisteva in una squilibrata distribuzione del cibo, non nella sua produzione. In un secondo tempo ha anche lui paventato una futura carenza di cibo, determinata dall'aumento dei consumi quando Cina ed India, per il miglioramento del reddito medio, avrebbero modificato le loro abitudini alimentari.
I prezzi del cibo sono rapidamente cresciuti su scala globale all'inizio dell'XXI secolo e hanno causato una vasta diffusione di seri fenomeni di malnutrizione.
Tra il 1950 e il 1984 la rivoluzione verde ha trasformato l'agricoltura del mondo e la produzione di cereali è cresciuta del 250%.
Il picco nella produzione mondiale di idrocarburi potrebbe essere un buon test per le previsioni di Malthus ed Ehlrich. Infatti, nel maggio del 2008, il prezzo dei cereali è stato spinto verso l'alto dall'aumentato uso dei prodotti agricoli come biocarburanti. A inizio 2015 i cereali prezzano meno della metà. Nel 2008 il prezzo mondiale del petrolio ha raggiunto i 140 $ per barile ma oggi, a inizio 2015, il petrolio è sceso sotto i $50 al barile e la popolazione globalmente continua a crescere; sono inoltre in corso rilevanti cambiamenti climatici, una perdita di terreno coltivabile dovuta allo sviluppo abitativo e industriale 
e una forte crescita della domanda dei consumatori indiani e cinesi.
Disordini dovuti alla scarsità di cibo sono recentemente scoppiati in vari paesi del mondo.
La popolazione mondiale è cresciuta di circa 4 miliardi dall'inizio della Rivoluzione Verde e molti credono che, senza questa rivoluzione, ci sarebbero nel mondo più fame e denutrizione di quanto documentato dalle Nazioni Unite (circa 850 milioni di persone che soffrivano di malnutrizione cronica nel 2005).
D'altro canto un buon numero di persone sostiene che i tassi di fecondità attualmente bassi in Europa, America del Nord, Giappone e Australia, combinati con l'immigrazione di massa, avranno gravi conseguenze negative per queste parti del mondo. La povertà infantile è stata collegata al fatto che le persone facciano nascere i propri figli prima di avere i mezzi economici per prendersi cura di loro.
Alcuni studiosi hanno elaborato la teoria probabilistica chiamata del "Giorno del Giudizio" (Doomsday Argument, DA) applicando l'inferenza bayesiana alla popolazione mondiale e concludendone che la fine dell'umanità avverrà entro 9.000 anni.
Questa teoria conta tra i suoi sostenitori anche Roberto Cingolani, il quale ha affermato che il pianeta Terra è "progettato per tre miliardi di persone".